# Jean Étienne Valluy
Jean Étienne Valluy (hay còn được phiên âm: Va-luy, 15/05/1899 - 4/01/1970) là một tướng Pháp. Ông là tổng chỉ huy quân đội Pháp ở Đông Dương từ tháng 8 năm 1946 đến tháng 9 năm 1948, thay tướng Philippe Leclerc, trong phong trào chống Việt Minh. Tổng chỉ huy đầu tiên khi Pháp quay trở lại Đông Dương, ra lệnh đánh chiếm Hải Phòng, tiếp theo Hà Nội. Ông phục vụ và chỉ huy trong quân đội Pháp từ năm 1943 đến năm 1970. Ông mất tại Paris năm 1970.

## Tiểu sử
Năm 1917, ông học trường École spéciale militaire de Saint-Cyr.